# Lasioglossum eduardi
Lasioglossum eduardi är en biart som först beskrevs av Blüthgen 1931.  Lasioglossum eduardi ingår i släktet smalbin, och familjen vägbin. Inga underarter finns listade i Catalogue of Life.